# كالانا
كالانا هي بلدة تقع في مقاطعة ريدجو كالابريا في إيطاليا.